# Rainer Dulger
Rainer Viktor Dulger (* 18. Februar 1964 in Heidelberg) ist ein deutscher Unternehmer und geschäftsführender Gesellschafter der Unternehmensgruppe ProMinent GmbH in Heidelberg. Er ist seit dem 26. November 2020 Arbeitgeberpräsident.

## Leben
Rainer Dulger ist der Sohn von Viktor Dulger und dessen Ehefrau Sigrid. Er ist verheiratet und hat zwei Kinder.
Nach Grundschule, Gymnasium und Wehrdienst studierte er an der Universität Kaiserslautern, Fachbereich Maschinenwesen, Vertiefungsrichtung Fertigungstechnik und Feinwerktechnik. Nach einer Tätigkeit bei der Audi AG, Ingolstadt, folgte zwischen 1994 und 1998 eine berufsbegleitende Promotion an der Universität Kaiserslautern, die er als Doktor der Ingenieurwissenschaften abschloss.
Der parteilose Rainer Dulger war auf Vorschlag der CDU-Fraktion im Landtag von Baden-Württemberg Mitglied der 14. Bundesversammlung und Mitglied der 17. Bundesversammlung. Dulger ist Mitglied der katholischen Studentenverbindung K.D.St.V. Merowingia Kaiserslautern.

## Verbandspolitische Tätigkeiten

### Südwestmetall
Von 2009 bis 2012 war Rainer Dulger Vorsitzender des größten deutschen Arbeitgeberverbandes „Verband der Metall- und Elektroindustrie Baden-Württemberg e. V.“ (Südwestmetall).
- Von 21. November 2001 bis 18. Juli 2014: Vorsitzender der Bezirksgruppe Rhein-Neckar, Mitglied des Vorstandes des Verbandes
- Von 2004 bis 2012: Mitglied des Engeren Vorstandes
- Von 2006 bis 2009: Stellvertretender Vorsitzender
- Von 2009 bis 2012: Vorsitzender des Verbandes. Dieses Amt stellte er satzungsgemäß wegen seiner Wahl zum Präsidenten von Gesamtmetall zur Verfügung.

### Gesamtmetall
Vom 14. September 2012 bis zum 26. November 2020 war Rainer Dulger in der Nachfolge von Martin Kannegiesser Präsident von Gesamtmetall, dem Dachverband von 21 Arbeitgeberverbänden der deutschen Metall- und Elektro-Industrie, gewählt.

### Landesvereinigung Baden-Württembergischer Arbeitgeberverbände e. V.
Am 18. Juli 2014 wurde Rainer Dulger in der Nachfolge von Dieter Hundt zum Präsidenten der Arbeitgeber Baden-Württemberg – Landesvereinigung Baden-Württembergischer Arbeitgeberverbände e. V., Stuttgart, gewählt.

### Bundesvereinigung der Deutschen Arbeitgeberverbände e.V.
Am 26. November 2020 wurde Dulger für zwei Jahre einstimmig als Nachfolger von Ingo Kramer zum Präsidenten der Bundesvereinigung der Deutschen Arbeitgeberverbände (BDA) gewählt. Über den Verband sagt er nach der Wahl: „Diese Breite – die sich auch durch kleine, mittlere und große Unternehmen zieht – ist unsere Stärke. Ich will diese Vielfältigkeit weiterhin einen und stärken. Das ist mein Ziel. Dafür stehe ich als Arbeitgeberpräsident.“ Er sieht Betriebe als die besten Sozialsysteme. Ende Oktober 2022 warnte Dulger davor, das deutsche Rentensystem sei in fünf Jahren nicht mehr finanzierbar und forderte eine Anpassung des Renteneintrittsalters an die gestiegene und weiter steigende Lebenserwartung: „Länger leben heißt länger arbeiten“. Im Oktober 2023 wurde er erneut einstimmig für zwei weitere Jahre wiedergewählt.

## Weitere Funktionen
- Mitglied des Präsidiums der Bundesvereinigung der Deutschen Arbeitgeberverbände (BDA), Berlin
- Mitglied des wissenschaftlichen Beirats der Universität Heidelberg (Academic Advisory Council)
- Mitglied des Kuratoriums der Hochschule Mannheim
- Vorsitzender des Vorstand der Stiftung der Deutschen Wirtschaft
- bis September 2010 Vizepräsident der IHK Rhein-Neckar, Mannheim

## Ehrungen
- Wirtschaftsmedaille des Landes Baden-Württemberg (2014)